# The Best of Maria Tănase, Vol. 3 – Inedite

The Best of Maria Tănase, Vol. 3 – Inedite este al treilea album al cântăreței de muzică populară Maria Tănase din seria „best of” editată de casa de discuri Soft Records din București. Acompaniază formațiile instrumentale conduse de Costică Tandin (1, 2, 11-14, 18, 20-22), Costică Vraciu (3, 6), Constantin Bugeanu (4, 5, 16), Mitică Mâță (7-9, 15) și Ilie Rădulescu (10, 17, 19).

## Detalii ale albumului
- Genre: Folk, World, & Country
- Style: Folklore
- Limbi: Romana
- Casa de discuri: Soft Records
- Catalog #: SRTR-014-2
- Format: CD, Compilation, Remastered
- Data Lansari: noiembrie 2012
- Durata albumului: (67'03")

## Lista pieselor
- 01. Nici acela nu-i fecior (Columbia Records DR-359, 1940)
- 02. Am iubit și-am să iubesc (Măr domnesc) (Columbia Records DR-370, 1940)
- 03. Cine iubește și lasă (Columbia Records DR-198, 1936)
- 04. Învârtită de pe Târnavă (Tătăișe și-o cumnată) (Columbia Records DR-199, 1936)
- 05. Neghinuță neagră (Columbia Records DR-165, 1936)
- 06. M-am jurat de mii de ori (Columbia Records DR-198, 1936)
- 07. Jandarmul (Pe șoseaua din Cepari) (Columbia Records DR-276, 1938)
- 08. Leliță cârciumăreasă (Columbia Records DR-276, 1938)
- 09. Geaba mă mai duc acasă (Columbia Records DR-200, 1936)
- 10. Cine-a fost odată-n Gorj (Foaie verde de trei boji) (Columbia Records DR-288, 1938)
- 11. Nu vine mândru', nu vine (Columbia Records DR-362, 1940)
- 12. Se ștergea mândra pe frunte (Columbia Records DR-362, 1940)
- 13. A dracului noapte mică (Electrecord 1475, 1943)
- 14. Foaie verde trei rozete (Fir-ai să fii măi băiete) (Columbia Records DR-370, 1940)
- 15. Of, zac (Ursitoare, ursitoare) (Columbia Records DR-277, 1938)
- 16. Și-ar fi bătut Dumnezeu joc (Columbia Records DR-165, 1936)
- 17. Lung îi drumul Gorjului (Mărioară de la Gorj) (Columbia Records DR-266, 1938)
- 18. Ia uite-o zău (Columbia Records DR-360, 1940)
- 19. Na gurița și te du (Columbia Records DR-251, 1936)
- 20. Foaie verde lămâiță (Electrecord 1483, 1943)
- 21. De la gara pân-la gară (Electrecord EPA-1472, 1943)
- 22. Cântec de pahar (Bun îi vinul ghiurghiuliu) (Electrecord EPA-1472, 1943)